# Koyulhisar (district)
Koyulhisar is een Turks district in de provincie Sivas en telt 13.190 inwoners (2007). Het district heeft een oppervlakte van 1041,8 km². Hoofdplaats is Koyulhisar.
De bevolkingsontwikkeling van het district is weergegeven in onderstaande tabel.
| 1997   | 2000   | 2007   |
| ------ | ------ | ------ |
| 21.368 | 24.934 | 13.190 |